# Lucas Agazzi
Lucas Agazzi Galeano (ur. 2 maja 2005 w Montevideo) – urugwajski piłkarz pochodzenia włoskiego występujący na pozycji skrzydłowego, od 2023 roku zawodnik Defensora Sporting.